# Жолтаев, Герой Жолтаевич
Герой Жолтаевич Жолтаев (28.09.1940) — педагог, доктор геолого-минералогических наук, профессор, общественный деятель, академик Международной инженерной академии, Международной академии минеральных ресурсов и Национальной инженерной академии Республики Казахстан, Лауреат Государственный премии РК в области науки и техники им. Аль-Фараби, «Почетный разведчик недр Республики Казахстан».

## Биография
Родился в 1940 году в селе Акколь Балхашского района Алма-Атинской области.
В 1962 году окончил с отличием Казахский политехнический институт.
В 1966-м защитил кандидатскую, а в 1992-м — докторскую диссертацию.
Указом Президента РК Н. А. Назарбаева от 3 декабря 2015 г. присуждена Государственная премия РК в области науки и техники им. Аль-Фараби за цикл работ «Научное обоснование углеводородного потенциала Республики Казахстан» (У. А. Акчулакову, Г. Ж. Жолтаеву, К. О. Исказиеву, П. Н. Коврижных, Б. М. Куандыкову, Е. К. Огаю.)

## Трудовая деятельность
• 1963—1993 — ассистент, старший преподаватель, доцент кафедры геологии и разведки нефтяных и газовых месторождений Казахского политехнического института
• 1979—1992 — зам. декана, декан нефтяного факультета Казахского политехнического института
• 1993—2000 — профессор, зав. кафедрой геологии нефти и газа Казахского национального технического университета им. К. И. Сатпаева
• 2000—2004 — проректор по научной работе и международным связям Казахского национального технического университета им. К. И. Сатпаева
•2004-2009 — зав. кафедрой геологии нефти и газа Казахского национального технического университета им. К. И. Сатпаева
• 2009—2010 — директор Института геологических наук им. К. И. Сатпаева Казахского национального технического университета им. К. И. Сатпаева
• С 2010 — профессор кафедры «Геология нефти и газа» КазНИТУ и директор Института геологических наук им. К. И. Сатпаева

## Научная деятельность
Автор более 210 научных работ, 4 монографий, 30 методических указаний, 5 учебных пособий по курсу «Геология нефтегазовых областей Казахстана»
• Геологическое строение и перспективы нефтегазоносности Северного и Среднего Каспия (Соавтор 2005)
• Геодинамическая модель строения юга Евразии (Соавтор 1999)
• Седиментационные модели и перспективы нефтегазоносности палеозойских отложений Прикаспийской синеклизы и Устюрта (Соавтор 2004)
• Нефтяные и газовые месторождения Казахстана (Соавтор 2003)
• Перспективы нефтегазоносности Алакольского осадочного бассейна (Соавтор 2010)
• ОСОБЕННОСТИ ФОРМИРОВАНИЯ ГЕОЛОГИЧЕСКИХ КОМПЛЕКСОВ И ТЕКТОНИЧЕСКИХ СТРУКТУР АЛАКОЛЬСКОГО РЕГИОНА (Соавтор 2020) и др.

## Семья
• Жена: Людмила Андреевна, Дети: Гани — президент совместной японско-германско-казахстанской компании «Riso», дочь Галия — кандидат экономических наук, ведущий сотрудник банковской системы, младший сын Мурат — работник мировой интернациональной компании Шлюмберже.

## Награды и звания
1. Доктор геолого-минералогических наук (1992)
2. Профессор (1993)
3. Академик Международной инженерной академии, Международной академии минеральных ресурсов и Национальной инженерной академии Республики Казахстан
4. Лауреат Государственный премии РК в области науки и техники им. Аль-Фараби
5. «Отличник нефтедобычи СССР» (1984)
6. Медаль «За доблестный труд»
7. «Почетный разведчик недр Республики Казахстан»
8. Медаль «Ерен еңбегі үшін»
9. Орден «Құрмет»
10. Орден Барыс 1ой степени
11. Нагрудный знак «За заслуги в развитии науки Республики Казахстан»
12. Нагрудный знак «За заслуги в развитии инженерного дела в Республике Казахстан»
13. Золотая медаль Евросоюза"
14. медаль «Золотой Прометей»
15. Лауреат премии им. К. И. Сатпаева